# Апсолутна поверљивост
Апсолутна поверљивост је позиција коју заузимају неки професионалци да ниједна информација о клијенту није доступна другим лицима, без обзира на околности. Неке од професија код којих постоји апсолутна поверљивост су лекари (у односу на пацијента), и црвкена лица која примају исповест (према лицу које се исповеда). Социјални радници који заузимају ову позицију не стављају информације добијене од клијената у писану форму – нпр. досије о случају или компјутерски фајл (документ) нити би је дискутовали са колегама или супервизорима. Већина социјалних радника верује да је апсолутна поверљивост непрактична и да је релативна поверљивост етичка и довољно практична.